# Sint-Lambertuskerk (Düsseldorf)
De Sint-Lambertuskerk is een van de vier rooms-katholieke kerken in het Düsseldorfse stadsdeel Altstadt. De kerk heeft een gedraaide torenspits.

## Geschiedenis
Waarschijnlijk is de Sint-Lambertuskerk het oudste gebouw van Düsseldorf. De eerste vermelding gaat terug naar het jaar 1159, maar de oorsprong van het kerkgebouw ligt zelfs verder terug in de tijd. Op dezelfde plaats stond eerder een romaanse hofkapel welke in 1209 parochiekerk werd.
In het jaar 1288 werd er een collegiaal stift opgericht. Om Düsseldorf uit te bouwen tot residentie en bedevaartsplek zijn door Hertog Willem II van Berg en zijn vrouw Anna grote financiële bedragen gedaan. Het hertogelijk paar zorgde zelfs voor de salarissen van de geestelijken van het stift en betaalden de aankoop van relieken, zoals de beenderen van de heilige Apollinaris, die uit Remagen werden overgebracht.
In 1394 werd de drieschepige hallenkerk in de stijl van de baksteengotiek voltooid. Op de fundamenten van de romaanse voorganger bouwde men het koor. Met de bijzetting van Willem V van Kleef († 5 januari 1592) nam de stiftskerk de functie van hertogelijke grafkerk over van de dom van Altenberg.
De opgelopen schade bij een storm in 1606 en beschadigingen van de kerk door een explosie van een nabijgelegen kruittoren leidden tot noodzakelijke restauraties. Het hoogaltaar, de vier nevenaltaren, de kansel en het biechtgestoelte werden in de jaren 1691–1698 geplaatst.
In 1613 bevestigde de landsheer, paltsgraaf en hertog Wolfgang Willem in de Lambertuskerk, destijds nog de hofkerk van het huis Gulik-Berg, plechtig zijn bekering tot het katholicisme, om zo met steun van de Katholieke Liga in de Gulik-Kleefse Successieoorlog zijn aanspraken op het heerschap veilig te stellen.
Een brand in 1815 noodzaakte tot vernieuwing van de torenspits. Hierbij werd vers en vochtig hout gebruikt, waardoor de toren spontaan een gedraaide spits kreeg. Toen als gevolg van de schade van de Tweede Wereldoorlog het dak opnieuw vernieuwd werd, bouwde men naar de wensen van de bevolking de toren opzettelijk weer gedraaid. Men spreekt daarom tegenwoordig over de scheve toren van Düsseldorf. Een volksverhaal vertelt, dat de duivel in een woedeaanval de kerktoren verdraaide bij een poging de kerk af te breken.
Het nieuwe westelijke portaal uit de jaren 50 is een werk van de beeldhouwer Ewald Mataré.
In 1974 werd de kerk de eretitel basilica minor toegekend door paus Paulus VI.

## Kunstwerken
- Het monumentale hoogaltaar (17e eeuw) wordt geflankeerd door beelden van de heiligen Lambertus, Apollinaris, Thomas en Pancratius.
- Het koorgestoelte uit de 15e eeuw herinnert nog aan het kanunnikenstift.
- Aan de linker zuil bij de ingang van de koorruimte staat het oude genadebeeld Maria vom Siege (circa 1100), aan de tegenoverstaande zuil een 15e-eeuws houten beeld van de heilige bisschop en martelaar Lambertus.
- Waar tot voor 1634 een doksaal de koorruimte van de stiftsheren van het kerkschip scheidde, staat tegenwoordig het celebratiealtaar uit 1978. In het altaar bevindt zich de schrijn uit 1665 van de stadspatroon Sint-Apollinaris. Zijn gebeente werd in 1383 naar Düsseldorf gebracht.
- Naast de ingang tot de sacristie bevinden zich resten van de oorspronkelijke beschildering van de kerk. De tronende Moeder Gods met het Christuskind dateert uit de 2e helft van de 15e eeuw en wordt toegeschreven aan de Keulse school van Stephan Lochner. Andere fresco's tonen de heilige Margaretha en het martelaarschap van de heilige Reinout. Op deze plaats zijn in de gewelven enige oude fresco's blootgelegd. Een afbeelding van de heilige Jacobus herinnert eraan dat de Lambertuskerk al in de tijd van de bouw een pelgrimskerk was.
- In de kooromgang staan de laatste vier altaren van de Düsseldorfse gilden. Het eerste altaar van het timmerliedengilde is een gotische houten schrijn (15e eeuw) met relieken van de heilige Pancras. In het tweede altaar van het bakkers- en brouwersgilde staat een beeld van de Moeder der Smarten centraal met in de altaartafel een voorstelling van Christus in het graf. Het grafmonument van hertog Willem van Gulik-Kleef-Berg in het midden van de kooromgang is een kunstwerk van de Keulse beeldhouwer Gerhard Scheben in de stijl van de Italiaanse hoogrenaissance (1596-1599). Onder het monument bevindt zich de grafkelder waar leden van het Huis Berg werden bijgezet. Links naast het grafmonument hangt in een nis een reliquiarium uit 1900 met relikwieën van de heilige Lambertus. Daarnaast staat het altaar van de goudsmeden, met het in de Lambertuskerk zeer vereerde genadebeeld van Maria in der Not (1334). Bij de voorbeden bidden de parochianen in alle vieringen Bitte für uns, Maria in der Not; die wir unsere Zuflucht zu dir nehmen en elke zaterdag worden in een heilige mis de intenties voorgelezen die in de loop van de week bij het beeld werden opgeschreven. Het vierde gildealtaar is het altaar van de kleermakers, het wordt bekroond met een voorstelling van Martinus van Tours, de patroonheilige van de kleermakers.
- Een pronkvolle laatgotische sacramentstoren aan de noordoostelijke pijler is een van de meest waardevolle kunstwerken in de kerk. Het dateert uit 1475-1478 en werd door hertog Willem II en zijn gemalin Elisabeth geschonken. Door de rijkdom aan figuren en ornamentale opsmuk is het in zijn soort zonder twijfel het meest belangwekkende laatgotische werk in de regio.
- In het midden van het noordelijke kerkschip staat het doopvont uit de 15e eeuw. Het bronzen deksel is van latere datum en werd in 1977 gemaakt.
- Aan de noordelijke muur hangen twee drieluiken van de Rozenkransbroederschap uit 1528 en 1679. De schilderijen hingen vroeger in de Kruisherenkerk en herinneren aan de Rozenkransbroederschap die daar werd opgericht. Na de secularisatie in 1812 werden de drieluiken naar de Sint-Lambertuskerk overgebracht.
- Aan de pilaar tegenover de kansel staat een 16e-eeuws beeld van Sint-Christoffel.
- Aan de westelijke zijde bevindt zich een piëta (1420) in een door K.M. Winter vervaardigde stele.
- In de kerk staat een graftombe met daarop een liggende stenen figuur van een biddende hertogin. Het is niet duidelijk voor wie de tombe werd gemaakt. De tombe zou van Margaretha van Windeck (* rond 1275-1280 - † tussen 1339 en 1346), hertogin van Berg en gravin van Ravensberg, of van Elisabeth van Waldeck († voor 22 juni 1385), een dochter van graaf Hendrik IV van Waldeck (* omstreeks 1290 - † 1 mei 1348) zijn.[1]

## Orgels
In januari 1999 werd het grote orgel in gebruik genomen. Met 54 registers is het orgel in Frans-romantische stijl gebouwd door de Oostenrijkse orgelbouwer Rieger. Het koororgel, eveneens gebouwd door Rieger, heeft 22 registers en werd in september 2004 ingewijd. Er worden in de kerk maandelijks internationale orgelconcerten gegeven.

## Kerkschat
Tot de kerkschat behoort o.a. een romaanse relikwiebuste uit de 2e helft van de 12e eeuw.

## Klokken
In de toren hangt een zevenstemmig bronzen geluid. De klokken werden in 1987 door de bekende klokkengieter Petit & Gebr. Edelbrock uit Gescher gegoten. Van de historische klokken zijn slechts twee klokken bewaard gebleven. Een van de historische klokken werd in 1462 door Art de Wilde van Venlo gegoten. De herkomst van de tweede klok is onbekend. De historische klokken worden slechts afzonderlijk geluid.
| Nummer | Naam        | Doorsnee (mm) | Gewicht (kg) | Nominaal | Inschrift |
| ------ | ----------- | ------------- | ------------ | -------- | --- |
| 1      | Lambertus   | 1875          | 4400         | a0       | SUBIECTI ET DILIGENTES INVICEM IN TIMORE CHRISTI SACRAMENTUM HOC MAGNUM EST - AD MCMLXXXVII - ORA PRO CONIUGIBUS ET FAMILIIS ET ECCLESIA CHRISTI Unterwürfige und sich gegenseitig Liebende leben in der Furcht vor Christus, dieses Sakrament ist eben groß. – Im Jahr des Herrn 1987. – Bitte für die Eheleute und Familien und die Kirche Christi. |
| 2      | Apollinaris | 1665          | 2960         | h0       | ERITIS MIHI TESTES SANCTE APOLLINARIS - A. D. MCMLXXXVII - ORA PRO CIVITATE TUA Ihr werdet mir Zeugen sein, Hl. Apollinaris. – Im Jahr des Herrn 1987. – Bitte für deine Bürger. |
| 3      | Maria       | 1385          | 1700         | d1       | MARIA IN DER NOT – BITTE FÜR UNS – MARIA IN DER NOT – 1 9 8 7 – DIE WIR UNSERE ZUFLUCHT ZU DIR NEHMEN |
| 4      | Margareta   | 1220          | 1140         | e1       | STA MARGARETA ORA PRO NOBIS ANUNTIO PACEM - A D MCMLXXXVII Hl. Margareta, bitte für uns, ich kündige Frieden an. – Im Jahr des Herrn 1987. |
| 5      | Sebastian   | 1022          | 690          | g1       | HEILIGER SEBASTIAN 1 9 8 7 SEI DEN SCHÜTZEN VORBILD UND SCHUTZPATRON |
| 6      | Joseph      | 800           | 320          | h1       | DEI ADIUTORES ET AEDIFICATIO SUMUS ORA PRO NOBIS SANCTE JOSEPH MCMLXXXVII Die Helfer Gottes und die Bauenden sind wir. |
| 7      | Caritas     | 675           | 200          | d2       | VIVIS ET DEFUNCTIS CARITAS CHRISTI URGET NOS - A. D. MCMLXXXVII – WERNER DREHSEN CARITASDIREKTOR 1947–1985 – PFARRER AN ST. LAMBERTUS 1966–1981 Den Lebenden und Toten, die Liebe Christi bedrängt uns. – Im Jahr des Herrn 1987. |

## Afbeeldingen

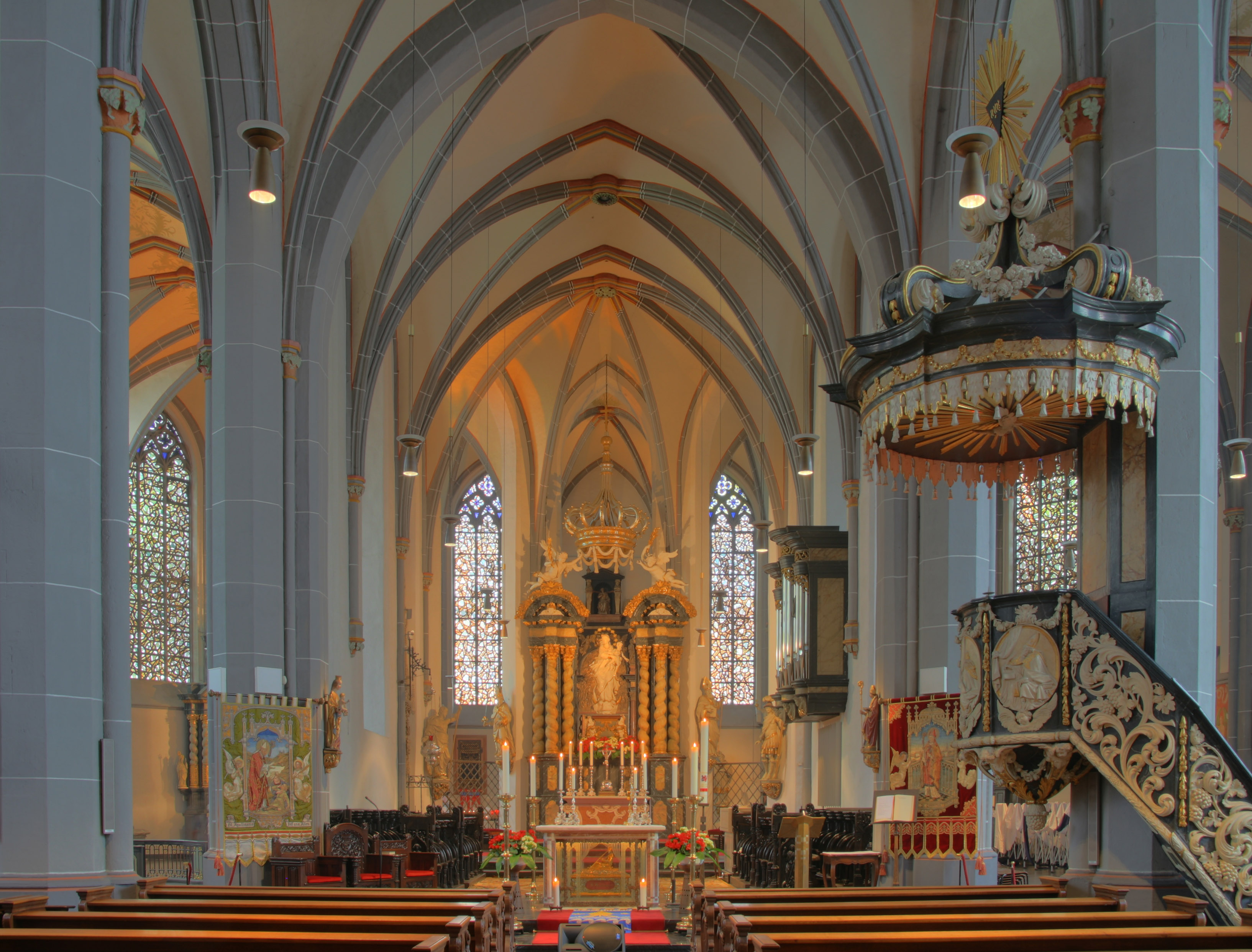
Interieur
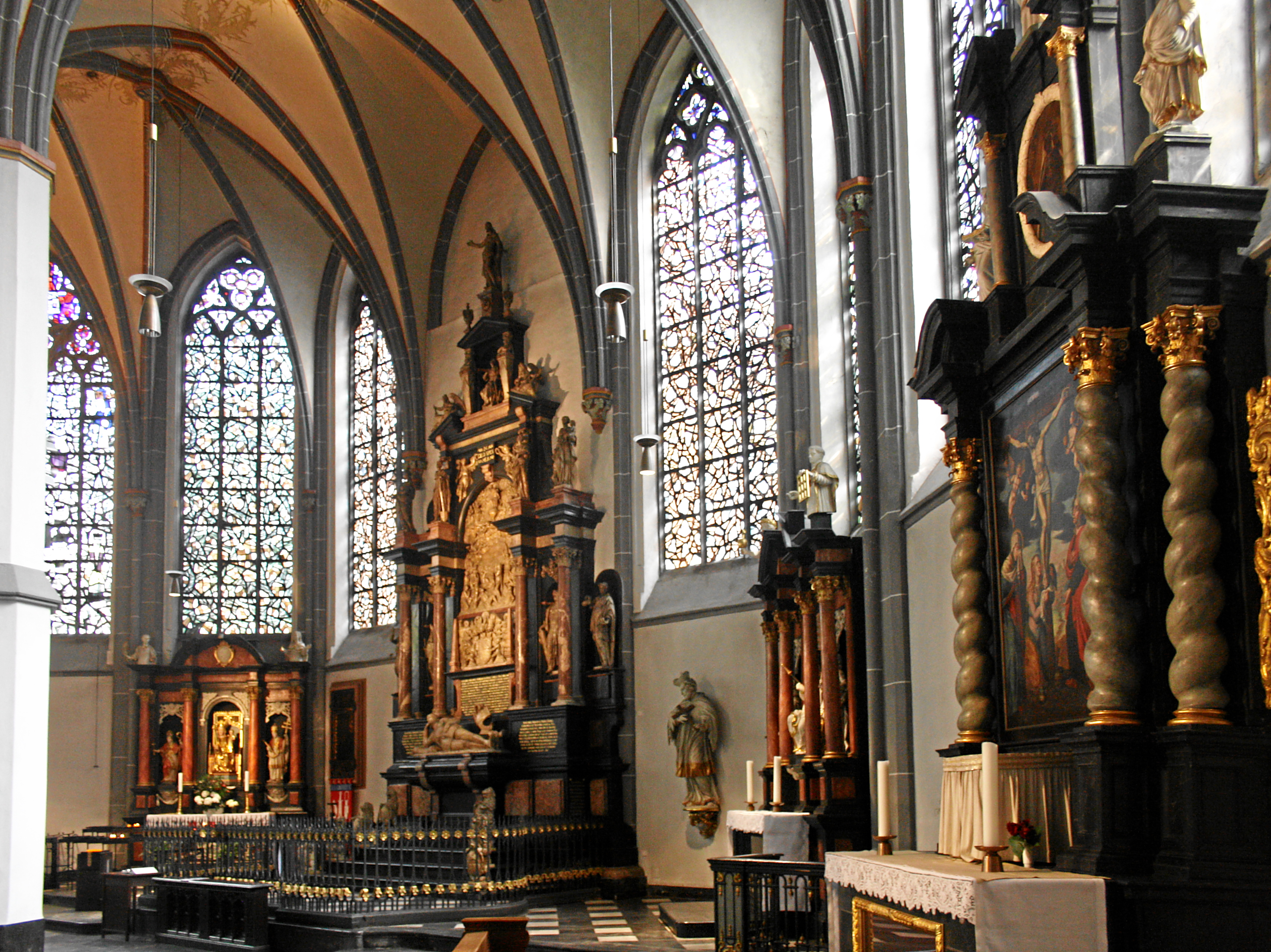
Kooromgang
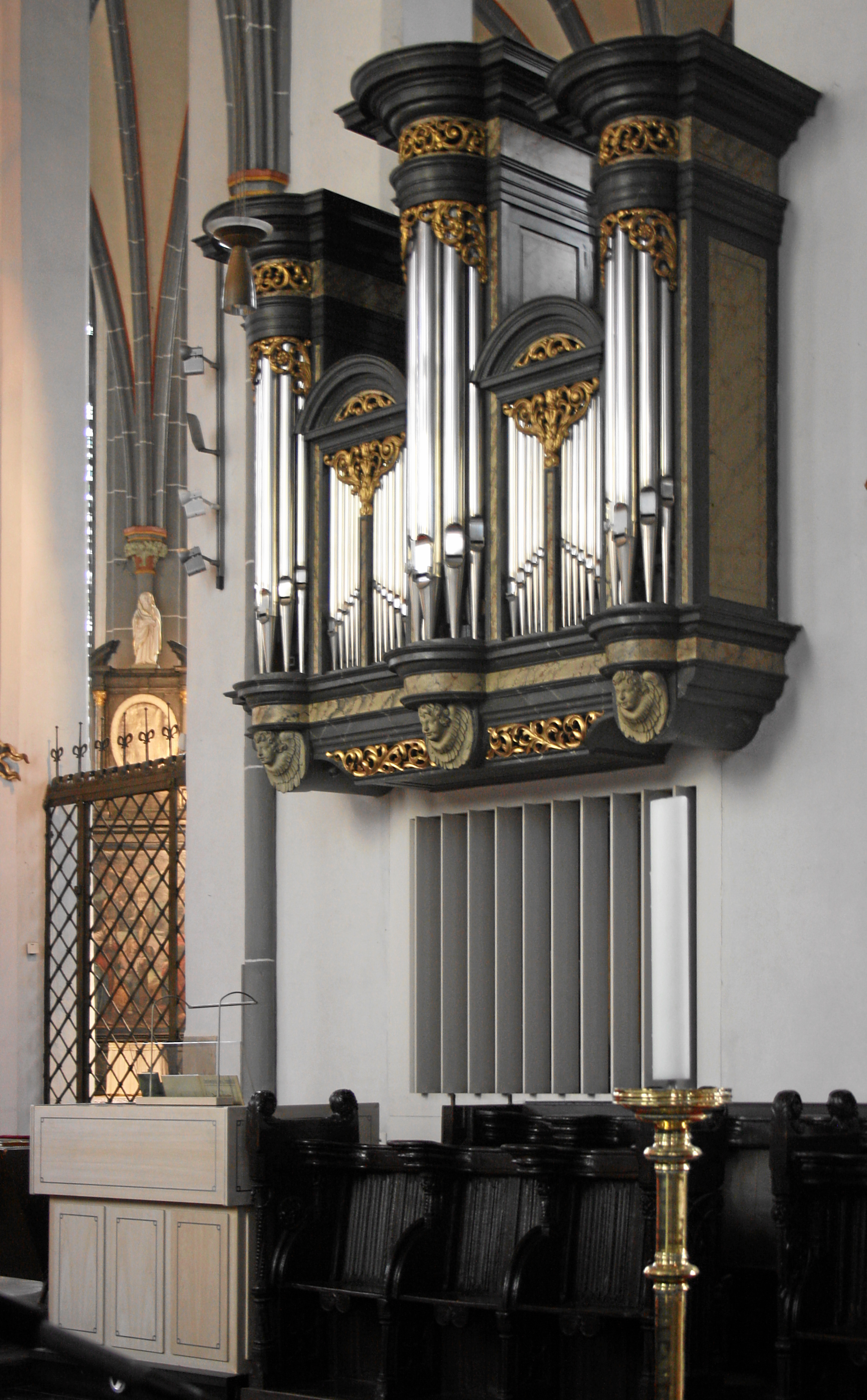
Koororgel
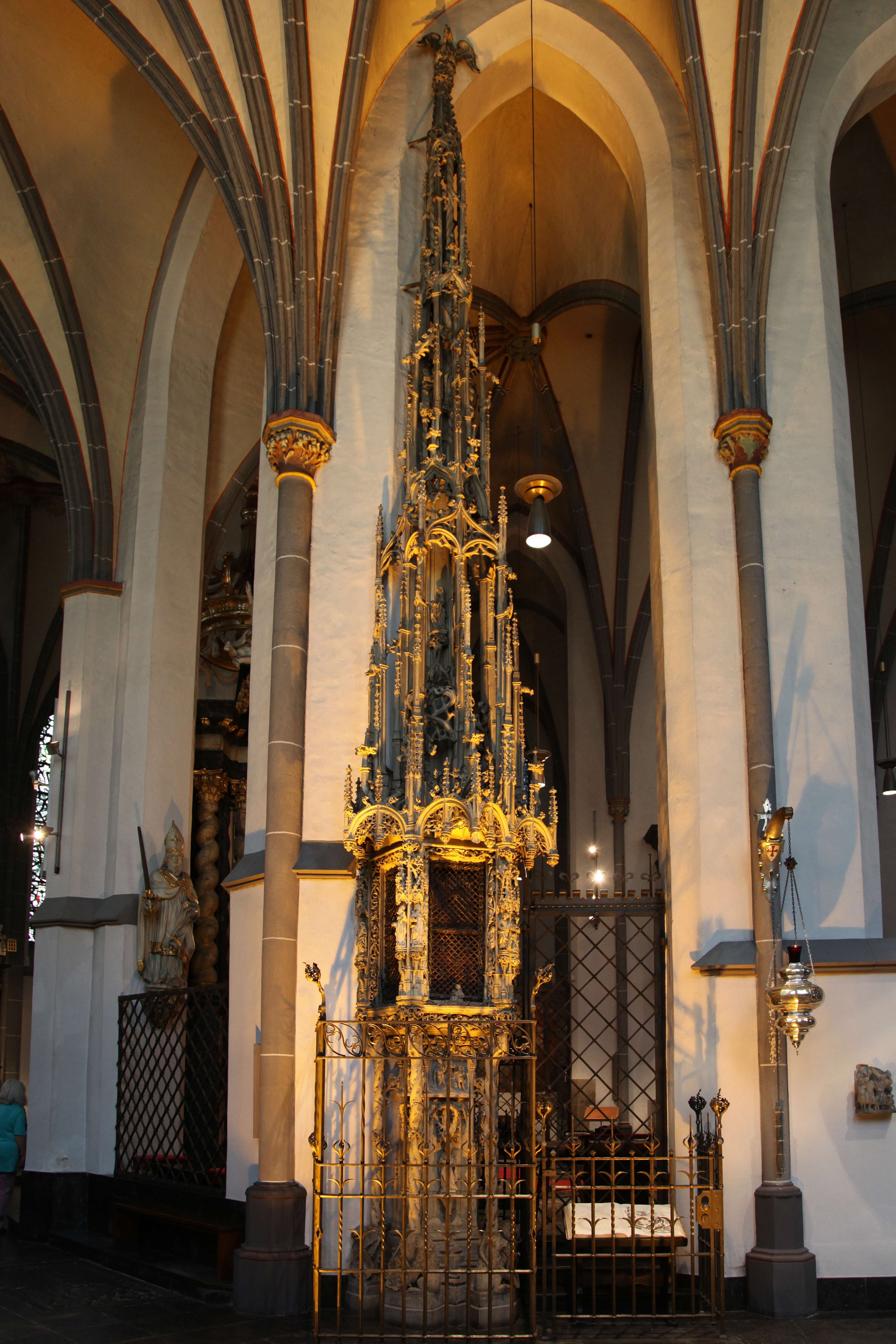
Sacramentstoren
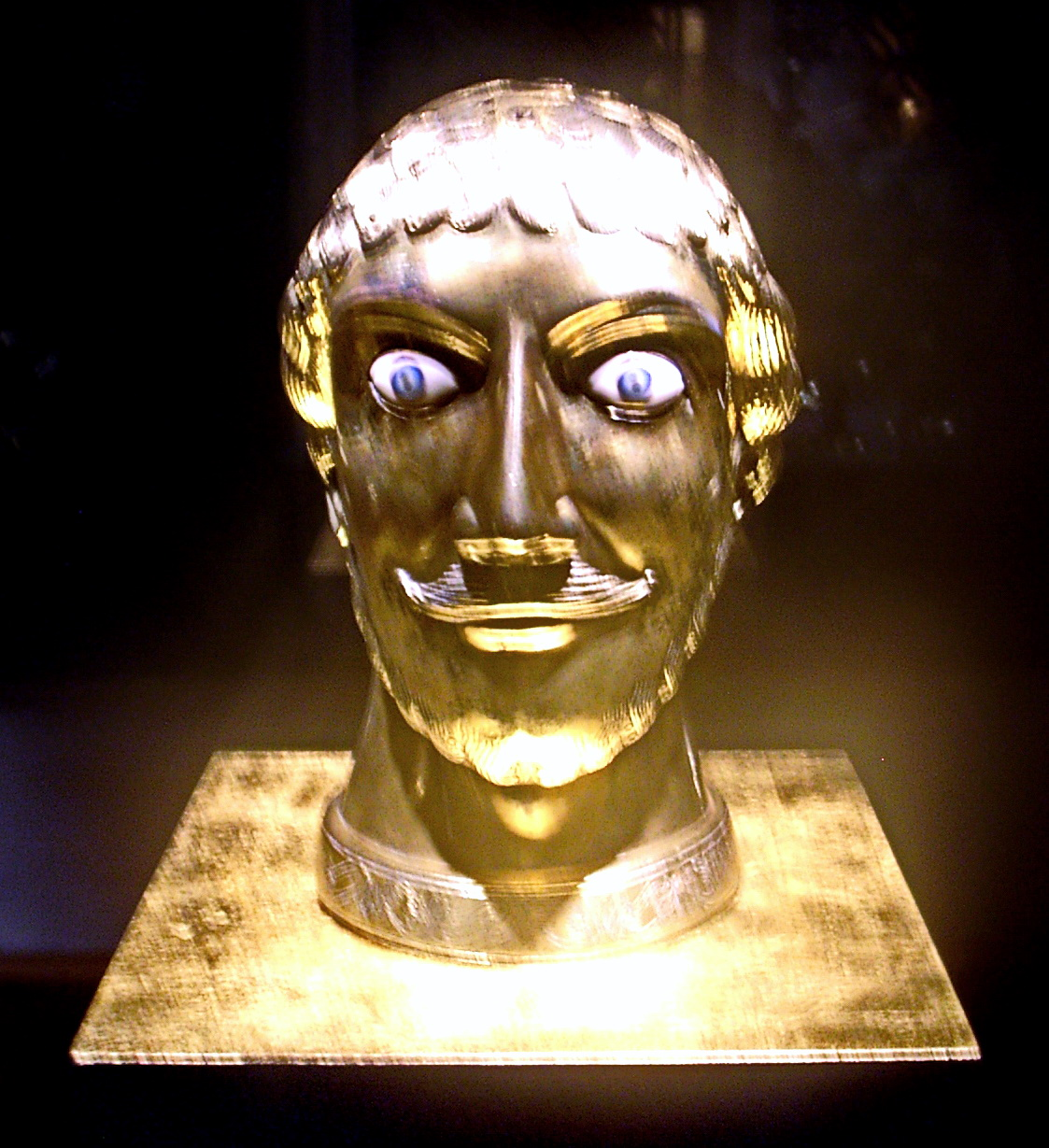
Reliekbuste H. Candidus
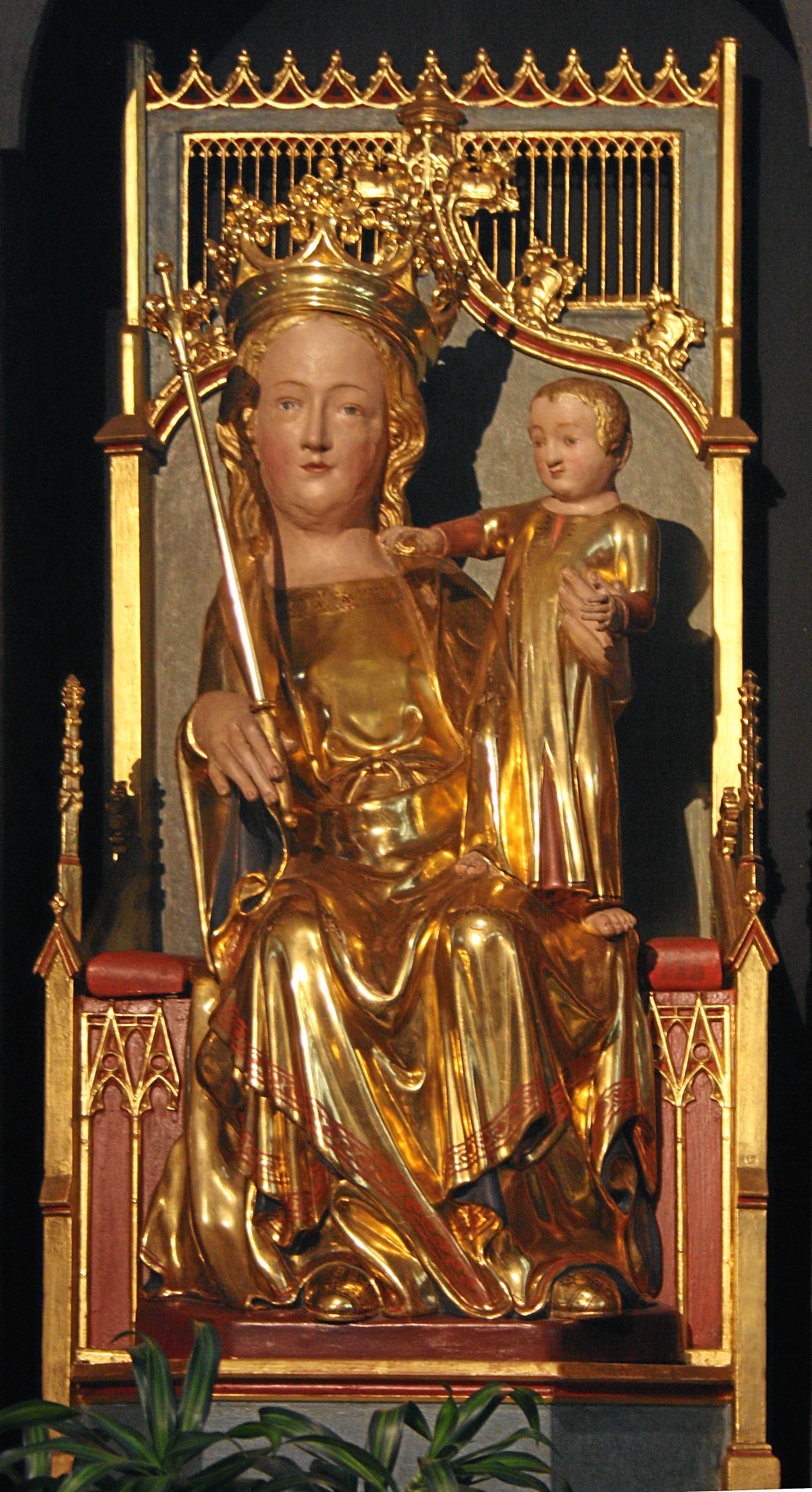
Sedes sapientiae (vóór 1334)
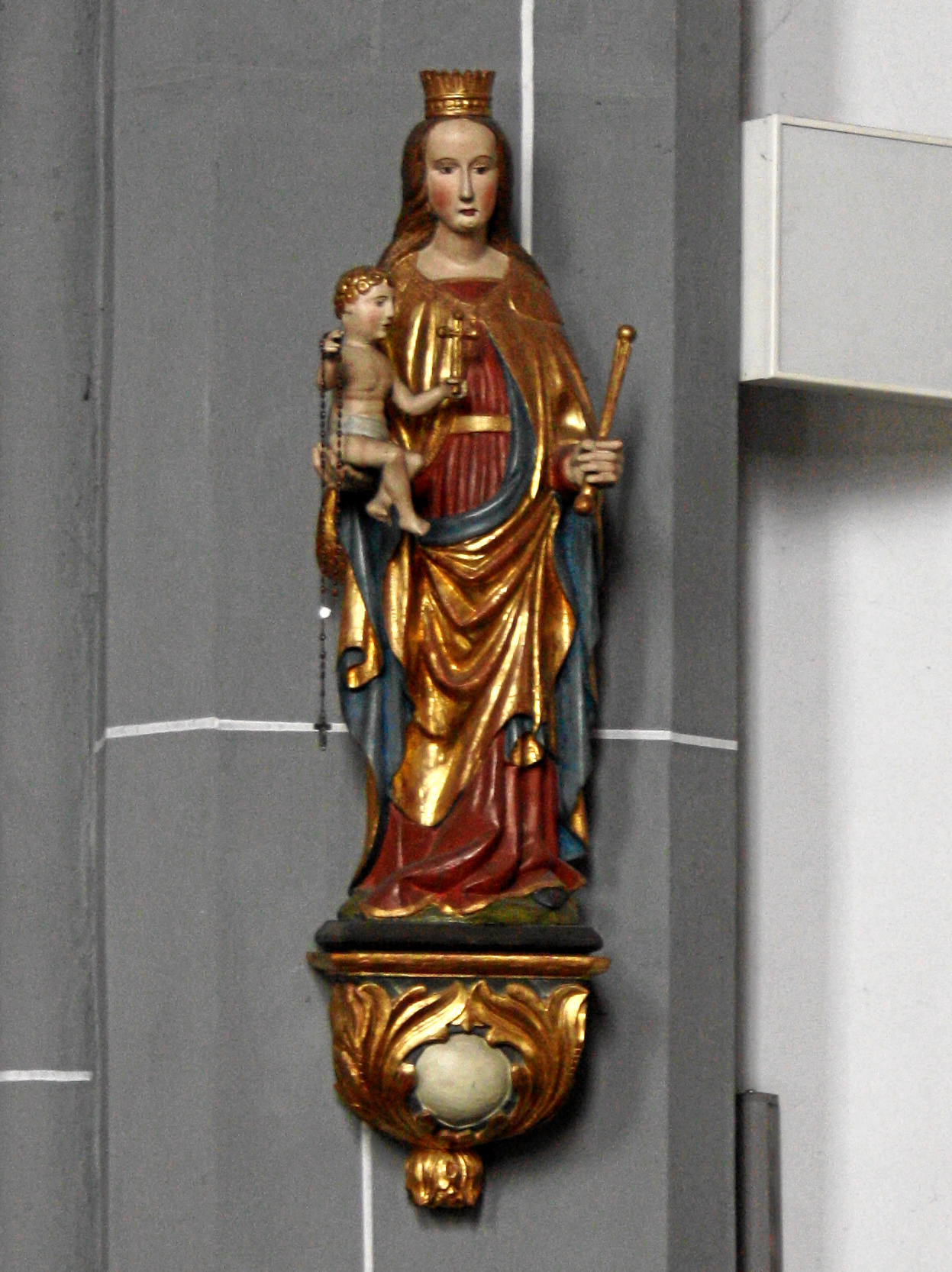
Genadebeeld Maria vom Siege
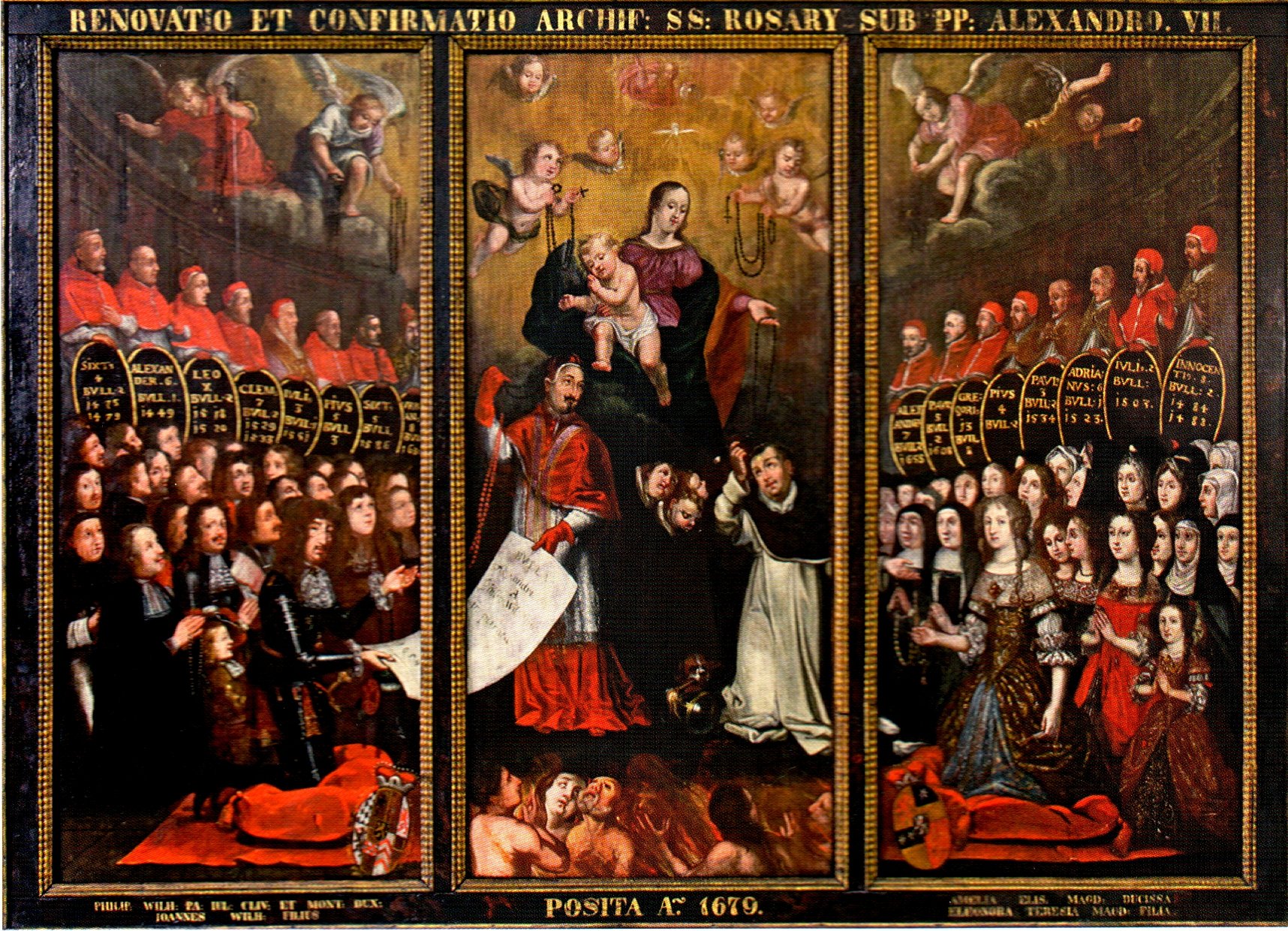
Triptiek van de Rozenkransbroederschap